# Syssling

Släktskapsförhållanden i fem led, enligt rikssvenskt språkbruk.

Sysslingar, småkusiner, tremänningar eller nästkusiner är personer där en av den ena personens föräldrar är kusin till en av den andra personens föräldrar. Ordet "småkusin" används i finlandssvenskan (jämför finskans pikkuserkku), där syssling i stället, när det används, syftar på småkusiners barn (fyrmänningar). I norra Norrland används även andrakusin, som i engelskans second cousin.
En syssling till en person är sålunda barnbarn till ett syskon till personens farfar, farmor, morfar eller mormor.
Sysslingar har 25 procent gemensamma förfäder. Om sysslingarna är släkt med varandra på flera sätt kan de dock ha fler gemensamma förfäder. (Många är släkt på flera sätt om man ser några hundra år tillbaka i antavlan och alla är det om man går mycket långt tillbaka i tiden.)

## Olika typer av sysslingar
Om föräldrarna är halvkusiner, det vill säga barn till två halvsyskon, kan sysslingarna kallas halvsysslingar. Halvsysslingar har 12,5 procent gemensamma förfäder.
Två personer kan vara sysslingar och halvsysslingar till varandra på flera olika sätt samtidigt.

## Synonymer

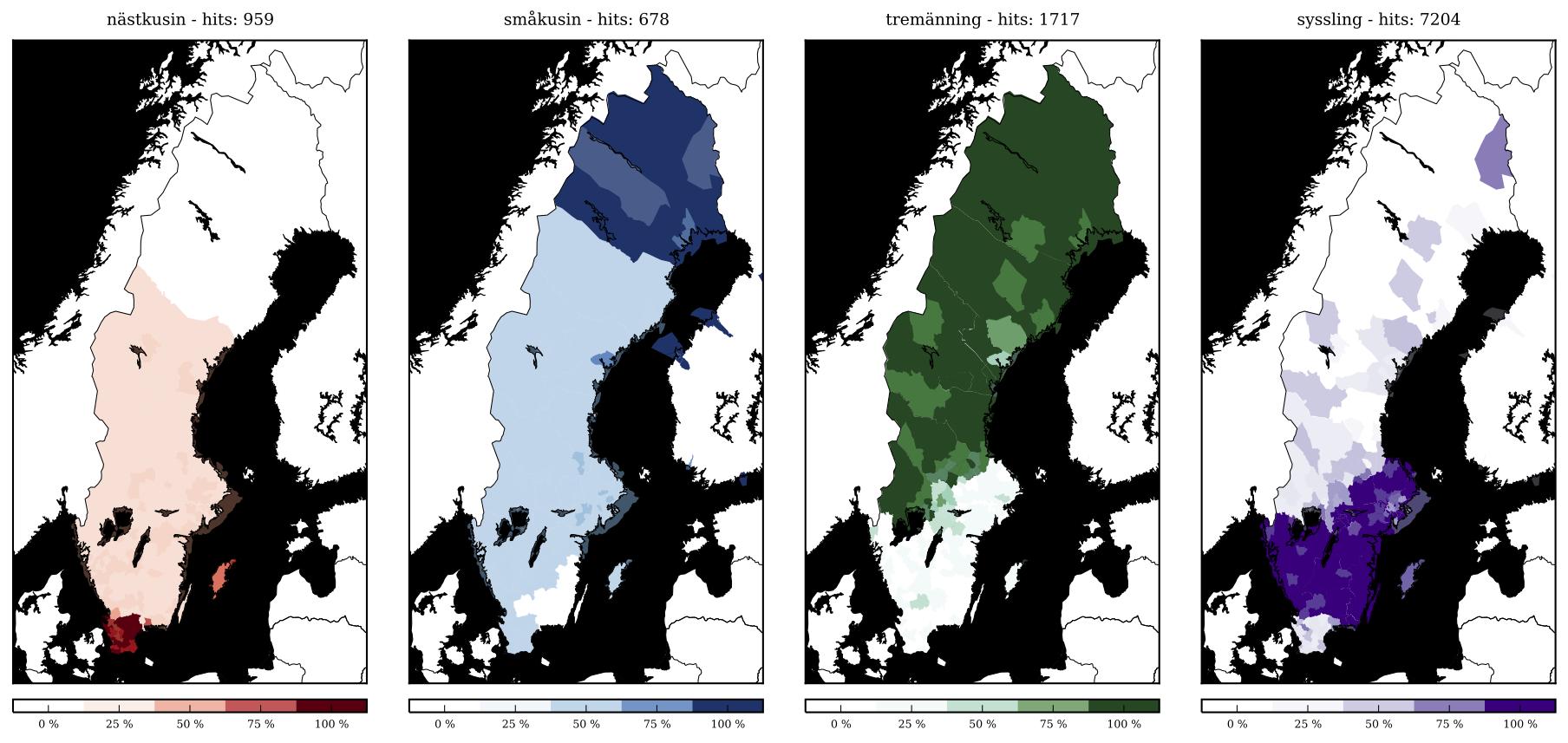
Karta över regional spridning av svenskans synonymer till ordet ”syssling”, automatiskt skapad från observerat språkbruk. Bilden visar bruket av orden nästkusin, småkusin, tremänning och syssling.

- Tremänning. Används ofta i Dalarna, Värmland samt i södra och mellersta Norrland. Tremänningars barn kallas fyrmänningar, deras barn femmänningar och så vidare. Jämför norska "tremenning".
- A-kusin är ett gotländskt ord för syssling. I gotländskan finns också uttrycket B-kusin för brylling.[2] Motsvarande släktrelation med ännu fler generationers avstånd kallas "gammal släkt".
- Andrakusin används i främst Norrland, bland annat i Tornedalen. Vidare används även tredjekusin i nästa led och förstakusin för kusin i första led.
- Småkusin är det finlandssvenska ordet för syssling. Ordet förekommer även i Norra Norrland. Småkusiner är alltså personer vars föräldrar är kusiner.
- Nästkusin används i första hand i Skåne, Blekinge och Halland. Jämför danska "næstsøskendebarn".

## Finlandssvenska
På finlandssvenska används ordet ”småkusin” i stället för ”syssling”. Där används i stället ordet ”syssling” för det som på rikssvenska heter brylling eller fyrmänning, det vill säga kusinbarns barn i förhållande till varandra. 

## Etymologi
Syssling (fornsvenska systrungi, systlungi, syzlunge) betydde ursprungligen den ena systerns barn i förhållande till den andra systerns barn, alltså kusin på mödernet, en betydelse som dock inte används längre. Jämför brylling, som från början innebar kusin på fädernet.
Tremänning (fornsvenska þræmænningr), släkting i tredje led.
A-kusin (ursprungligen avkusin).[källa behövs]

## Närliggande termer
Två sysslingars barn kallas i sin tur bryllingar eller fyrmänningar.
Sysslingbarn är barn till en syssling. En mycket ålderdomlig betydelse av ordet sysslingbarn, som kan påträffas i äldre litteratur, är brylling.

## Mängd gemensamt DNA
Tabellen visar hur mycket DNA som två sysslingar i genomsnitt har gemensamt med varandra – en fjärdedel av vad som är fallet för kusiner och fyra gånger så mycket som är fallet för bryllingar. Tabellens nedre del innehåller exempel på sysslingar med två släktskap till varandra.
| Släktskap                                                          | Mängd gemensamt DNA      | Antal släktskap |
| ------------------------------------------------------------------ | ------------------------ | --------------- |
| Halvsysslingar                                                     | 1,56 %                   | 1               |
| Sysslingar                                                         | 3,13 %                   | 1               |
| Sysslingar via enäggstvillingar (två generationer tillbaka)        | 6,25 % (som halvkusiner) | 1               |
|                                                                    |                          |                 |
| Dubbla halvsysslingar                                              | 3,13 % (som sysslingar)  | 2               |
| Dubbla sysslingar                                                  | 6,25 % (som halvkusiner) | 2               |
| Dubbla sysslingar via enäggstvillingar (två generationer tillbaka) | 12,5 % (som kusiner)     | 2               |